# Pepeganga Margarita
Deportivo Pepeganga Margarita Fútbol Club – wenezuelski klub piłkarski z siedzibą w mieście Porlamar leżącym na wyspie Margarita.

## Osiągnięcia
- Wicemistrz Wenezueli: 1989
- Mistrz drugiej ligi wenezuelskiej: 1987
- Udział w Copa Libertadores: 1990

## Historia
Klub założony został w 1985 roku, a w pierwszej lidze zadebiutował w sezonie 1987/1988, zajmując nie najgorsze jak na debiut 6 miejsce. W następnym sezonie Pepeganga spisywała się rewelacyjnie sięgając po największy w historii sukces - wicemistrzostwo Wenezueli. Jednak następny sezon okazał się ostatnim sezonem klubu Pepeganga w pierwszej lidze.